# ويليام توماس وود
ويليام توماس وود (بالإنجليزية: William Thomas Wood)‏ هو سياسي نيوزلندي، ولد في 10 يونيو 1854 في هوبارت في أستراليا، وتوفي في 1923 في سيدني في أستراليا. حزبياً، نشط في الحزب الليبيرالي النيوزيلندي. وقد انتخب عضو مجلس النواب النيوزيلندي.